# Velika odaliska
Velika odaliska, znana tudi kot Une Odalisque ali La Grande Odalisque, je oljna slika iz leta 1814, ki jo je naslikal Jean Auguste Dominique Ingres in prikazuje odalisko ali konkubino. Ingresovi sodobniki so označili Ingresov odmor od neoklasicizma, kar kaže na premik k eksotični romantiki.
Velika odaliska je ob prvi predstavitvi pritegnila veliko kritik. Znana je po podaljšanih razmerjih in pomanjkanju anatomskega realizma. Delo je v lasti muzeja Louvre v Parizu, ki je delo kupilo leta 1899.

## Zgodovina
Sliko je naročila Napoleonova sestra, kraljica Caroline Murat iz Neaplja  in je bila končana leta 1814 . Ingres je delal na podlagi jeve slike Dresdenska Venera in Tizianove Venera iz  Urbina, ki sta navdihnili njegovo nagnjeno golo figuro, čeprav je dejanska pozicija ležeče figure, ki gleda nazaj preko ramena, neposredno iz portreta Madame Récamier Louisa Davida
Ingres opisuje priležnico v lenobnem položaju, gledano od zadaj z izkrivljenimi razmerji. Majhna glava, podolgovati udi in hladna barvna shema razkrivajo vplive manieristov, kot je Parmigianino , katerega Madonna z dolgim vratom je bila znana tudi po anatomskem izkrivljanju.
Ta eklektična mešanica slogov, ki združuje klasično obliko z romantičnimi temami, je sprožila ostro kritiko, ko je bila prvič prikazana leta 1814. Kritiki so Ingresa obravnavali kot upornika proti sodobnemu slogu oblike in vsebine. Ko je bila slika prvič prikazana v Salonu leta 1819, je kritik opomnil, da delo nima »niti kosti niti mišic, niti krvi, niti življenja, niti reliefa, pravzaprav ničesar, kar predstavlja posnemanje« . To je odmevalo splošno stališče, da je Ingres zanemaril anatomski realizem . Namesto tega je bil Ingres naklonjen dolgim linijam, da bi prenašal ukrivljenost in čutnost, pa tudi obilno, celo svetlobo, da bi zmanjšal volumen. Ingres je bil še naprej kritiziran za svoje delo do sredine 1820.

## Anatomija
Iz začetne kritike, ki jo je prejela slika, se zdi, da je figura v Veliki odaliski narisana z »dvema ali tremi vretenci preveč«, vendar nedavne študije kažejo, da so raztegovanja namerno izkrivljena . Meritve na razmerjih dejanskih žensk so pokazale, da je bila Ingresova figura narisana z ukrivljenjem hrbtenice in rotacije medenice, ki jo je nemogoče ponoviti. Pokazala je tudi, da je leva roka odaliske krajša od desne. Študija je ugotovila, da je bila figura daljša za pet namesto dveh ali treh vretenc in da je presežek prizadel dolžino medenice in spodnjega dela hrbta namesto zgolj ledvenega dela.
Druga razlaga te slike nakazuje, da je bila dolžina nekaterih priležnic zgolj zadovoljiti sultanove telesne užitke, zato je bilo to podaljšanje njenega medeničnega področja lahko simbolično izkrivljanje Ingresa. Medtem ko to lahko predstavlja čutno žensko lepoto, je njen pogled po drugi strani rekel, da »[odraža] kompleksno psihološko sestavo« ali »[izdaja] nobenega občutka«. Poleg tega je razdalja med njenim pogledom in njeno medenično regijo lahko fizična predstavitev globine misli in kompleksnih čustev ženskih misli in čustev. 

## V drugih delih
La Grande Odalisque je feministična umetniška skupina Guerrilla Girls prisvojila svoj prvi barvni plakat in najbolj ikonično podobo. Plakat Metropolitanskega muzeja iz leta 1989 je Ingresovi odaliski podaril masko gorile in postavil vprašanje »Ali morajo biti ženske gole, da bi vstopile v Met. Muzej?«. Plakat je uporabil podatke iz prvega »weenie count« skupine in opozoril na ogromno število ženskih aktov, ki so bili zabeleženi v oddelkih sodobne umetnosti The Met. Javni umetniški sklad v New Yorku je zavrnil plakat, ki je potekal v oglaševalskem prostoru na avtobusih v New Yorku, dokler avtobusno podjetje ni preklicalo pogodbe, pri čemer je trdilo, da je podoba »preveč sugestivna in da se zdi, da ima slika več kot le fan« 